# Love and the Russian Winter
| Recensione | Giudizio |
| ---------- | -------- |
| AllMusic   |          |

Love and the Russian Winter è il settimo album in studio del gruppo musicale britannico Simply Red, pubblicato il 2 novembre 1999.

## Descrizione
Il disco segna un distinto stacco rispetto ai precedenti lavori del gruppo, in quanto presenta un sound più cupo e generato in gran parte al computer. Venne pubblicato a causa delle pressioni della casa discografica e per concludere il contratto in scadenza del gruppo, che da lì in poi comincerà a distribuire in maniera autonoma le proprie uscite.

## Tracce
Testi e musiche di Mick Hucknall, eccetto dove indicato.
1. The Spirit of Life – 4:42
2. Ain't That a Lotta Love – 3:56 (Willia Dean Parker, Homer Banks)
3. Your Eyes – 4:15
4. The Sky Is a Gypsy – 4:33
5. Back into the Universe – 3:48
6. Words for Girlfriends – 5:07
7. Thank You – 4:01
8. Man Made the Gun – 4:58
9. Close to You – 4:33
10. More Than a Dream – 3:52
11. Wave the Old World Goodbye – 3:46

Tracce bonus nell'edizione speciale del 2008
1. Ain't That a Lot of Love (Phats & Small Mutant Disco Vocal Mix) – 6:08
2. Ain't That a Lot of Love (Club 69 Underground Dub Mx) – 6:36
3. Your Eyes (Mousse T. Acoustic) – 3:54
4. Your Eyes (Ignorants Remix) – 4:41
5. Your Eyes (Jimmy Gomez Funky Mix) – 7:06

## Formazione
- Voce: Mick Hucknall
- Cori: Dee Johnson, Sarah Brown, Mick Hucknall
- Chitarre: Kenji Suzuki, Mark Jaimes, Greg Bone
- Basso: Gota Yashiki, Andy Wright, Wayne Stobbart, Tim Vine
- Tastiere: Tim Vine, Andy Wright, Dom T, Aiden Love, Phillipe Manjard, James Wiltshire
- Batteria: Gota Yashiki, Geoff Holroyde
- Sassofono: Ian Kirkham
- Trombone: John Johnson
- Sassofono e flauto: Chris De Margary
- Tromba: Kevin Robinson
- Programmazione: Ned Douglas, James Wiltshire, Andy Wright, Gota Yashiki, Merv Pearson

## Classifiche
| Classifica (1999) | Posizione massima |
| ----------------- | ----------------- |
| Austria           | 3                 |
| Belgio (Fiandre)  | 37                |
| Belgio (Vallonia) | 32                |
| Francia           | 57                |
| Germania          | 2                 |
| Italia            | 16                |
| Paesi Bassi       | 41                |
| Regno Unito       | 6                 |
| Svezia            | 31                |
| Svizzera          | 8                 |